# إلين بيكرينغ
إلين بيكرينغ (بالإنجليزية: Ellen Pickering) (1802 - 1843، باث في المملكة المتحدة)؛ روائية بريطانية.